# Xestia lobbichleri
Xestia lobbichleri är en fjärilsart som beskrevs av Charles Boursin 1964. Xestia lobbichleri ingår i släktet Xestia och familjen nattflyn. Inga underarter finns listade i Catalogue of Life.